# Синицыно (Воронежская область)
Синицыно — упразднённый в 1968 году посёлок в Новоусманском районе Воронежской области России. В 1968 году включён в состав посёлка Воля.  

## Климат
Климат умеренно континентальный. Населенный пункт располагается в лесостепной зоне.

## Топоним
Имеет старое название Ивановка, затем двойное — деревня Ивановка (Синицына).
Ойконим Синицына сохранило фамилию владельца этих мест в XIX веке — помещика Синицына Митрофана Стратоновича, переселившего на свободные земли своих крепостных крестьян. Владельческая усадьба находилась в Шукавской волости (в близи реки Маза).
В 1900 году село Ивановка переименовывается в сельцо Синицыно.
По посёлку назван одноимённый остановочный пункт.

## История
В описании Воронежского наместничества 1885 есть сведения о Тамбовском большом почтовом тракте, который проходил из Воронежа в Тамбов. По левую сторону от этого тракта располагалось село Ивановка (Синицыно), дворовое владение при колодцах, 18 верст от уездного города, 8 дворов, 29 мужчин, 38 женщин, церкви не было, крестьяне посещали Богоявленскую церковь села Орлова, которую в народе «Загородской». Было в Ивановке 124,8 десятин земли.
После революции 1917 года, сельцо Синицыно и Китаевы дворики, которые насчитывали 29 человек, объединились, образовав село Синицыно и вошли в состав орловского волосного комитета.

## Инфраструктура
Имеется почтовое отделение, железнодорожная станция Синицыно. В 1951 году в Синицыно появился медпункт, в 1974 году был проложен водопровод, в 1989 году заасфальтировали главную дорогу а в 2003 году провели газопровод.
Современный поселок Воля не имеет официальных территориальных разграничений на Синицыно, Китаево.